# Конья – Сейдишехір
Конья – Сейдишехір – трубопровід, по якому подали природний газ до району турецького міста Сейдишехір.
Трубопровід є відгалуженням від потужного магістрального газопроводу Кайсері – Ізмір. Він починається в районі міста Конья та прямує у південному напрямку до району Сейдишехіру. Довжина газопроводу 110 км при діаметрі труб 400 мм.
Проект був пов’язаний передусім із бажанням забезпечити блакитним паливом глиноземно-алюмінієвий комбінат Eti Alüminyum, як наслідок, трубопровід не належить турецькій державній енергетичній корпорації  BOTAŞ, котра володіє практично всією газотранспортною системою країни. З 2006 (за іншими даними – з 2008) року комбінат ETI Aluminyum почав використовувати природний газ, який разом з вугіллям замістив нафтопродукти.
В 2009-му також розгорнули програму газифікації житлових районів міста Сейдишехір.